# Динамо-Алтай
«Динамо-Алта́й» — российский хоккейный клуб из города Барнаула, с 2023 года выступает во Всероссийской хоккейной лиге.
В 2006 году после процесса ликвидации и банкротства клуба «Мотор» перешел на баланс КАУ «Алтай» и Правительства Алтайского края и стал носить имя «Алтай». В 2019 году в результате ребрендинга, проведенного Министерством спорта Алтайского края в рамках государственно-частного партнерства, клуб был переименован в «Динамо-Алтай».

## История клуба

### «Алтай» (2006—2019)
В 2006 году по причине банкротства прекратил своё существование «Мотор», который представлял город Барнаул в Высшей лиге Чемпионата России. В августе 2006 года была зарегистрирована Детско-юношеская школа олимпийского резерва «Алтай», директором которой стал ветеран алтайского хоккея Вячеслав Бугорский. На базе СДЮШОР была вновь создана команда мастеров, получившая название «Алтай», в которую вошли как молодые воспитанники алтайского хоккея, так и опытные игроки, в разное время выступавшие за команду «Мотор». Краевой бюджет взял обязательства о поддержке команды до 2010 года.
Первый сезон 2006/07 команда «Алтай» начала с выступления в Первой лиге (зона Сибирь и Дальний Восток) и заняла там 6-е место из 14-ти. А в следующем сезоне, значительно усилив состав, «Алтай» занял 2-е место в регулярном первенстве и 3-е по результатам игр плей-офф.
Сезон 2008/09 после двух проведённых кругов был сокращён на треть из-за экономического кризиса и финансовых затруднений у некоторых команд. В регулярном первенстве «Алтай» занял 2-е место, а в играх плей-офф — 1-е место.
В сезоне 2009/10 команда по итогам регулярного чемпионата заняла лишь 5-е место. В межсезонье «Алтай» сменил главного тренера, им стал бывший капитан команды Евгений Чернов. Также в состав барнаульцев вернулись опытные хоккеисты Евгений Афонин и Юрий Дессерт, ранее выступавшие за «Мотор». Тем не менее в сезоне 2010/11 клуб занял только 4-е место, а игры плей-офф не проводились.
В августе 2011 года с целью сохранения лучших воспитанников от переходов в хоккейные клубы других регионов было принято решение о вступлении «Алтая» Молодёжную хоккейную лигу. К сентябрю 2011 г. была создана хоккейная команда «Алтай» принимающая участие в первенстве Молодёжной хоккейной лиги — Всероссийском соревновании по хоккею среди молодёжных команд, основу которой составили лучшие игроки и выпускники хоккейной школы Алтайского края в возрасте от 17 лет до 21 года. 24 июля 2012 года команда сменила название на МХК «Алтайские Беркуты». В 2015 году вышла из состава МХЛ.
С появлением Российской хоккейной лиги в сезоне 2011/12 команда мастеров «Алтай» стала принимать участие в Первенстве России среди клубных команд регионов МКС «Урал — Западная Сибирь» и МКС «Сибирь — Дальний Восток», объединённых в Дивизион «Восток». По итогам этого сезона барнаульцы заняли первое место в Восточном Дивизионе.
В сезоне 2012/13 годов был организован Чемпионат Российской хоккейной лиги. «Алтай» стал обладателем бронзовых наград всероссийского соревнования.
В сезоне 2013/14 годов «Алтай» завоевал бронзовые медали Финала РХЛ вместе с «Ямальскими Стерхами» из Ноябрьска.
Начиная с сезона 2014/15 по 2018/19 (за исключением сезона 2016/17, где команда заняла 9 место в регулярном чемпионате и в плей-офф не попала), «Алтай» принимал участие в играх плей-офф и вылетал в 1/4 финала.
До прекращения существования команды — постоянный участник Первенства ВХЛ.

### «Динамо-Алтай» (с 2019)
В 2019 году состоялся ребрендинг ХК «Алтай» в рамках государственно-частного партнерства. 6 мая в Министерстве спорта Алтайского края была созвана пресс-конференция, в которой принимали участие Алексей Анатольевич Перфильев — министр спорта Алтайского края, Юрий Владимирович Мороз — председатель Алтайской краевой организации Всероссийского физкультурно-спортивного общества «Динамо», Михаил Викторович Дроздов — руководитель хоккейного клуба «Динамо-Алтай», Руслан Сергеевич Чайкин — директор хоккейного клуба «Алтай», а также тренерский штаб в лице Евгения Бакланова и Юрия Дессерта во главе с Александром Усачевым.
Сезон 2019/20 Высшая хоккейная лига и Федерация хоккея России досрочно завершили из-за нестабильной эпидемиологической обстановки в стране. При итоговом распределении мест в Первенстве учитывались результаты команд в регулярном чемпионате и игры плей-офф, в котором «Динамо-Алтай» занял 3 место и получил бронзовые медали. В регулярном чемпионате лучшим снайпером и лучшим бомбардиром команды стал Степан Жданов (35 очков, 15+20); в плей-офф лучшим снайпером и бомбардиром стал Евгений Филин (8 очков, 5+3).
27 сентября 2020 года в Барнауле произошло ДТП с участием двух вратарей команды — Данилом Тимченко, который управлял автомобилем Range Rover, и Вадимом Ореховым, находящимся на пассажирском сидении, в результате которого Орехов погиб на месте, а Тимченко получил перелом челюсти и был госпитализирован. Было возбуждено уголовное дело. 23 марта 2021 года Центральный районный суд Барнаула признал виновным Тимченко в ДТП и назначил ему наказание в виде лишения свободы сроком на 5 лет условно и лишением права управления транспортным средством на срок 2,5 года. Вадим Орехов провел 4 игры Первенства ВХЛ против саратовского «Кристалла» — одержал 3 победы, пропустил 10 шайб, коэффициент надежности — 89,58 % отражённых бросков. Прощание прошло 29 сентября в Алтайском похоронном доме, похоронен в Новосибирске.
Клуб на втором году своего существования выиграл регулярный чемпионат Первенства ВХЛ, причём победитель определялся в последнем туре, серии матчей которого начинались одновременно. ХК «Чебоксары» на домашней арене проиграл все 4 матча ХК «Челны» (2:3, 2:3 (ПБ), 4:5 (ОТ), 1:2), а «Динамо-Алтай» выиграл у саратовского «Кристалла» (4:0, 4:3, 5:1, 5:1). По итогу игр плей-офф клуб занял 3 место, уступив в 1/2 финала будущему обладателю Кубка Федерации «Красноярским рысям» (фарм-клубу красноярского «Сокола») в серии 2:4.
В регулярном чемпионате лучшим снайпером команды стал Сергей Рябухин (18 заброшенных шайб), лучшим бомбардиром — Евгений Филин (34 очка, 14+20); в плей-офф снайперами стали Денис Лудцев и Антон Тихомиров (по 2 шайбы), бомбардиром — Антон Васильев (5 очков, 1+4).
После вылета из розыгрыша Кубка Федерации, болельщики команды создали петицию, адресованную Министру спорта Алтайского края Алексею Перфильеву с целью рассмотреть вопрос о вступлении команды в Высшую хоккейную лигу.
Сезон 2021/22 начался с обновления состава и тренерских перестановок: пост главного тренера занял Владислав Хромых, прежний главный тренер Александр Усачев стал его помощником вместе с Евгением Баклановым, а перед началом регулярного чемпионата тренерский штаб пополнил Иван Вишневский, вставший на должность тренера-селекционера. По ходу сезона в команду перешли Илья Ситдиков (из ангарского «Ермака»), Никита Томилов (из «Красноярских рысей») и вернулся Кирилл Брагин из саратовского «Кристалла». Помимо работы в клубе, Владислав Хромых вовлечён в работу в составе тренерского штаба юниорской сборной России. Исполняющим обязанности главного тренера в его отсутствие во время игр первенства ВХЛ был Александр Усачёв. Во время регулярного чемпионата, болельщики создали петицию с целью рассмотреть вопрос о вступлении команды в Высшую хоккейную лигу на имя губернатора Алтайского края Виктора Петровича Томенко.
Команда завершила регулярный чемпионат на первом месте во второй раз подряд. Лучшим снайпером и бомбардиром команды стал Гафар Сатаров (46 очков, 17 голов + 29 передач).
По итогу игр плей-офф клуб занял 3 место, уступив в 1/2 финала «Красноярским рысям» в серии 2:4. Нападающий Никита Томилов вошел в символическую пятерку Первенства ВХЛ вместе с Гафаром Сатаровым, который был признан лучшим игроком лиги.
Сезон 2022/23 начался с тренерской перестановки. Главным тренером был назначен Евгений Бакланов, его помощниками стали Артемий Лакиза и Александр Усачёв. После серии неудачных матчей в начале сезона главным тренером был назначен Артемий Лакиза, а его помощниками стали Александр Усачев и Евгений Сырцев, который до назначения в основную команду был тренером ДЮСШ «Алтай». Команда попала в плей-офф со второго места в таблице регулярного чемпионата.
По итогу игр плей-офф клуб занял 2 место, в полуфинале обыграв саратовский «Кристалл» в семи матчах, а в финальной серии уступив ЦСК ВВС из Самары 1:4.
После закрытия Первенства ВХЛ, команда пополнила состав участников ВХЛ.
Сезон 2023/24 начался с тренерской перестановки. Главным тренером назначен Дмитрий Пархоменко, тренером — Роман Козлов, тренером вратарей — Александр Лукьянов. В тренерском штабе с прошлого сезона остался Александр Усачёв и Сергей Неклюдов, а Артемий Лакиза назначен генеральным менеджером.

## Достижения

### «Алтай»
Первая лига:
- Чемпион (зона «Сибирь-Дальний Восток») — 2008/09;
- Бронзовый призер — 2007/08.

Чемпионат РХЛ:
- Чемпион Восточной конференции чемпионата РХЛ — 2011/12;
- 2-е место в Восточной конференции чемпионата РХЛ — 2012/13;
- 3-е место Финала РХЛ — 2013/14.

Первенство ВХЛ
- 1/4 финала Кубка Федерации — 2015/16, 2017/18, 2018/19.

Крупная победа: 23:2 (над северским «Янтарем» — 2011/12)

### «Динамо-Алтай»
Первенство ВХЛ
- Чемпион регулярного чемпионата — 2020/21[21], 2021/22;
- Серебряный призер розыгрыша Кубка Федерации — 2022/23;
- Бронзовый призер розыгрыша Кубка Федерации — 2019/20, 2020/21, 2021/22.

Крупная победа: 11:2 (над ХК «Оренбург» — 2019/20)

## Статистика выступлений[22]
И — количество игр, В — выиграно, ВД — выиграно в добавленное время, ВБ — выиграно в серии буллитов, Н — ничьи, ПД — проиграно в добавленное время, ПБ — проиграно в серии буллитов, П — проиграно, ШЗ — заброшено шайб, ШП — пропущено шайб, РШ — разница между забитыми и пропущенными шайбами, О — очки.
С сезона 2007/2008 проводится серия плей-офф.
| «Алтай»        |       |    |    |    |    |    |    |     |     |      |     |     |                                                  |                               |                                                              |
| Сезон          | Место | И  | В  | ВД | Н  | ПД | П  | ШЗ  | ШП  | РШ   | %   | О   | Турнир                                           | Тренер                        | Итоги соревнований                                           |
| 2006/07        | 6     | 52 | 27 | 1  | 3  | 0  | 21 | 208 | 166 | +42  | 55  | 86  | Первая лига                                      | Гостев С. В.                  | игры плей-офф не проводились                                 |
| 2007/08        | 2     | 44 | 32 | 1  | 4  | 2  | 4  | 183 | 80  | +103 | 79  | 104 | Первая лига                                      | Гостев С. В.                  | 3 место                                                      |
| 2007/08        | 3     | 8  | 4  | 1  | 0  | 1  | 2  | 25  | 22  | +3   | -   | -   | Первая лига. Плей-офф                            | Гостев С. В.                  | 3 место                                                      |
| 2008/09        | 2     | 36 | 25 | 1  | 1  | 4  | 6  | 157 | 89  | +69  | 75  | 81  | Первая лига                                      | Гостев С. В.                  | 1 место                                                      |
| 2008/09        | 1     | 11 | 8  | 0  | 0  | 0  | 3  | 31  | 15  | +16  | -   | -   | Первая лига. Плей-офф                            | Гостев С. В.                  | 1 место                                                      |
| 2009/10        | 5     | 54 | 29 | 2  | 1  | 3  | 19 | 179 | 146 | +33  | 59  | 95  | Первая лига                                      | Гостев С. В.                  | 5 место                                                      |
| 2010/11        | 4     | 56 | 31 | 4  | 0  | 4  | 17 | 260 | 154 | +106 | 63  | 105 | Первая лига                                      | Чернов Е. В.                  | игры плей-офф не проводились                                 |
| 2011/12        | 1     | 40 | 35 | 1  | 0  | 2  | 2  | 275 | 77  | +198 |     | 109 | РХЛ. Восточная конференция. Регулярный чемпионат | Чернов Е. В.                  | 5 место                                                      |
| 2011/12        | 5     | 5  | 2  | 0  | 0  | 0  | 3  | 22  | 20  | +2   |     | 6   | Финал РХЛ                                        | Чернов Е. В.                  | 5 место                                                      |
| 2012/13        | 3     | 40 | 28 | 0  | 0  | 3  | 9  | 160 | 94  | +66  |     | 87  | РХЛ. Восточная конференция. Регулярный чемпионат | Чернов Е. В.                  | 2 место в финале Восточной Конференции                       |
| 2013/14        | 2     | 30 | 21 | 0  | 0  | 0  | 9  | 173 | 81  | +92  |     | 63  | РХЛ. Восточная конференция. Регулярный чемпионат | Чернов Е. В.                  | 3 место                                                      |
| 2013/14        | 3     | 7  | 4  | 0  | 0  | 0  | 3  | 20  | 24  | -4   |     | -   | Финал РХЛ                                        | Чернов Е. В.                  | 3 место                                                      |
| 2014/15        | 8     | 48 | 13 | 6  | -  | 8  | 21 | 136 | 165 | -29  |     | 59  | РХЛ. Восточная конференция. Регулярный чемпионат | Чернов Е. В.                  | Поражение в 1/4 финала                                       |
| 2014/15        | 1/4   | 3  | 0  | 0  | -  | 0  | 3  | 9   | 16  | -7   |     | -   | Финал РХЛ                                        | Чернов Е. В.                  | Поражение в 1/4 финала                                       |
| 2015/16        | 6     | 32 | 11 | 2  | -  | 2  | 17 | 99  | 130 | -31  |     | 34  | Первенство ВХЛ. Регулярный чемпионат             | Чернов Е. В.                  | Поражение в 1/4 финала                                       |
| 2015/16        | 1/4   | 3  | 0  | 0  | -  | 0  | 3  | 5   | 14  | -9   |     | -   | Кубок Федерации                                  | Чернов Е. В.                  | Поражение в 1/4 финала                                       |
| 2016/17        | 9     | 54 | 19 | 4  | -  | 3  | 28 | 164 | 203 | -39  |     | 68  | Первенство ВХЛ. Регулярный чемпионат             | Бакланов Е. В., Чекалин Д. В. | Клуб не вышел в плей-офф                                     |
| 2017/18        | 8     | 48 | 12 | 5  | -  | 2  | 29 | 98  | 171 | -73  |     | 48  | Первенство ВХЛ. Регулярный чемпионат             | Бакланов Е. В., Чекалин Д. В. | Поражение в 1/4 финала                                       |
| 2017/18        | 1/4   | 4  | 1  | 0  | -  | 0  | 3  | 6   | 10  | -4   |     |     | Кубок Федерации                                  | Бакланов Е. В., Чекалин Д. В. | Поражение в 1/4 финала                                       |
| 2018/19        | 7     | 48 | 14 | 4  | -  | 4  | 26 | 104 | 139 | -35  |     | 40  | Первенство ВХЛ. Регулярный чемпионат             | Бакланов Е. В., Чекалин Д. В. | Поражение в 1/4 финала «Алтай» переименован в «Динамо-Алтай» |
| 2018/19        | 1/4   | 4  | 1  | 0  | -  | 0  | 3  | 8   | 12  | -4   |     | -   | Кубок Федерации                                  | Бакланов Е. В., Чекалин Д. В. | Поражение в 1/4 финала «Алтай» переименован в «Динамо-Алтай» |
| «Динамо-Алтай» |       |    |    |    |    |    |    |     |     |      |     |     |                                                  |                               |                                                              |
| Сезон          | Место | И  | В  | ВО | ВБ | ПО | ПБ | П   | ШЗ  | ШП   | РШ  | О   | Турнир                                           | Тренер                        | Итоги соревнований                                           |
| 2019/20        | 3     | 36 | 17 | 4  | 2  | 3  | 1  | 9   | 128 | 97   | +31 | 50  | Первенство ВХЛ. Регулярный чемпионат             | Усачев А. Ю.                  | 3 место (места были распределены · по решению ФХР и ВХЛ)     |
| 2019/20        | 3     | 4  | 3  | 1  | 0  | 0  | 0  | 0   | 21  | 6    | +15 | -   | Кубок Федерации                                  | Усачев А. Ю.                  | 3 место (места были распределены · по решению ФХР и ВХЛ)     |
| 2020/21        | 1     | 40 | 26 | 1  | 2  | 0  | 1  | 10  | 146 | 89   | +57 | 59  | Первенство ВХЛ. Регулярный чемпионат             | Усачев А. Ю.                  | 3 место                                                      |
| 2020/21        | 3     | 6  | 0  | 2  | 0  | 1  | 0  | 3   | 15  | 22   | -7  | -   | Кубок Федерации                                  | Усачев А. Ю.                  | 3 место                                                      |
| 2021/22        | 1     | 40 | 24 | 2  | 3  | 3  | 3  | 5   | 173 | 109  | +64 | 64  | Первенство ВХЛ. Регулярный чемпионат             | Хромых В. А.                  | 3 место                                                      |
| 2021/22        | 3     | 6  | 1  | 1  | 0  | 1  | 0  | 3   | 21  | 24   | -3  | -   | Кубок Федерации                                  | Хромых В. А.                  | 3 место                                                      |
| 2022/23        | 2     | 41 | 14 | 3  | 4  | 0  | 2  | 18  | 131 | 124  | +7  | 44  | Первенство ВХЛ. Регулярный чемпионат             | Лакиза А. В.                  | 2 место Заявка в ВХЛ                                         |
| 2022/23        | 2     | 12 | 4  | 1  | 0  | 3  | 0  | 4   | 31  | 29   | +2  | -   | Кубок Федерации                                  | Лакиза А. В.                  | 2 место Заявка в ВХЛ                                         |
| 2023/24        | 20    | 56 | 18 | 1  | 4  | 6  | 4  | 22  | 131 | 164  | -33 | 56  | ВХЛ. Регулярный чемпионат                        | Пархоменко Д. Г.              | Клуб не вышел в плей-офф                                     |
| 2024/25        | 18    | 64 | 23 | 3  | 6  | 5  | 4  | 23  | 169 | 163  | +6  | 73  | ВХЛ. Регулярный чемпионат                        | Пархоменко Д. Г.              | Клуб не вышел в плей-офф                                     |

## Команда

### Руководство
- Руководитель — Дроздов Михаил Викторович
- Директор — Чайкин Руслан Сергеевич
- Генеральный менеджер — Лакиза Артемий Викторович

### Тренеры
- Главный тренер — Пархоменко Дмитрий Геннадьевич
- Тренер — Усачёв Александр Юрьевич
- Тренер вратарей — Неклюдов Сергей Александрович
- Тренер вратарей — Лукьянов Александр Игоревич

## Текущий состав
Согласно официальному сайту клуба
| №          | Игрок                 | Страна   | Дата рождения             | Прежний клуб           |
| Вратари    | Вратари               | Вратари  | Вратари                   | Вратари                |
| ---------- | --------------------- | -------- | ------------------------- | ---------------------- |
| 30         | Никита Дианов         | Россия   | 14 мая 2001 (24 года)     | «Омские Крылья»        |
| 40         | Богдан Выприцкий      | Россия   | 10 ноября 2002 (22 года)  | «Южный Урал»           |
| 80         | Владислав Макаров     | Россия   | 16 ноября 2006 (18 лет)   | "Динамо-Алтай"         |
| 99         | Богдан Нефёдов        | Россия   | 15 февраля 2002 (23 года) | "Алматы" (ПХЛ)         |
| Защитники  |                       |          |                           |                        |
| 4          | Кирилл Маслов         | Россия   | 23 марта 1994 (31 год)    | «Буран»                |
| 5          | Александр Сорокин     | Россия   | 5 июля 1994 (31 год)      | «Хумо» (ПХЛ)           |
| 27         | Всеволод Путинцев     | Россия   | 20 января 2003 (22 года)  | «Белые Медведи» (МХЛ)  |
| 52         | Егор Смирнов          | Россия   | 25 июля 2002 (23 года)    | «Горняк-УГМК»          |
| 54         | Иван Синицкий         | Россия   | 13 апреля 2003 (22 года)  | «Полёт» (НМХЛ)         |
| 75         | Егор Бугаев           | Россия   | 5 мая 2001 (24 года)      | «Рязань-ВДВ» (НМХЛ)    |
| 91         | Роман Сухочев         | Россия   | 9 августа 2004 (20 лет)   | «Мамонты Югры» (МХЛ)   |
|            | Алексей Варенник      | Россия   | 19 июня 2002 (23 года)    | ЦСК ВВС                |
| Нападающие |                       |          |                           |                        |
| 13         | Артём Кокшаров        | Россия   | 13 февраля 1998 (27 лет)  | «Арлан» (ПХЛ)          |
| 17         | Александр Когалев     | Беларусь | 22 мая 1994 (31 год)      | ХК «Тамбов»            |
| 19         | Виктор Комаров        | Россия   | 17 февраля 1994 (31 год)  | «Дизель»               |
| 26         | Кирилл Шумилов        | Россия   | 26 марта 2003 (22 года)   | «Химик»/МХК «Спартак»  |
| 27         | Даниил Ничухрин       | Россия   | 27 марта 2003 (22 года)   | «Полёт» (НМХЛ)         |
| 45         | Константин Пархоменко | Россия   | 13 июля 1996 (29 лет)     | «Буран»                |
| 55         | Антон Вилков          | Россия   | 21 марта 1993 (32 года)   | «Рязань-ВДВ»           |
| 67         | Александр Ремов       | Россия   | 7 июня 1994 (31 год)      | «Буран»                |
| 88         | Ю Сато                | Япония   | 17 апреля 2002 (23 года)  | «Дизель»               |
|            | Максим Неволин        | Россия   | 16 ноября 2001 (23 года)  | «Торпедо-Горький»      |
|            | Артём Зубков          | Россия   | 9 августа 2005 (19 лет)   | «Омские Ястребы» (МХЛ) |
|            | Тимофей Барсуков      | Россия   | 9 июля 2002 (23 года)     | «Ижсталь»              |
|            | Павел Жирнов          | Россия   | 1 апреля 1999 (26 лет)    | «Юнисон-Москва»        |
|            | Ярослав Зыков         | Россия   | 15 августа 2003 (21 год)  | «Молот»                |

## Спонсоры[26]
- Технический партнёр:
  -  Keeper
- Официальные партнёры:
  -  ЗАО «Редукционно-охладительные установки»
  -  Барнаульский завод АТИ
  -  ООО «Бочкаревский пивоваренный завод»
  -  ТРЦ «Galaxy»
  -  ОАО «Барнаульский пивоваренный завод»
  -  ООО «РУСГРУЗ»

## Главные тренеры
- Гостев, Сергей Викторович (2006—2010)
- Чернов, Евгений Владимирович (2010—2016)
- Бакланов, Евгений Викторович (2016 — 6 октября 2017)
- Соловьёв, Андрей Михайлович (10 октября 2017 — 15 января 2019)
- Климов, Александр Юрьевич (15 января — 12 февраля 2019)
- Чекалин, Дмитрий Владимирович (2018/19, с 12 февраля)
- Усачёв, Александр Юрьевич (2019—2021)
- Хромых, Владислав Анатольевич (2021—2022)
- Бакланов, Евгений Викторович (2022)
- Лакиза, Артемий Викторович (15 ноября 2022, и. о.; с 9 января 2023)
- Пархоменко, Дмитрий Геннадьевич (с июня 2023)

## Арены
Для клуба функционируют:
- Титов-Арена[27] (вместимостью 4 281 человек), адрес: Алтайский край, г. Барнаул, Социалистический проспект, 93
- ЛДС «Карандин-Арена» Динамо[28], (вместимостью 450 человек), адрес: Алтайский край, г. Барнаул, Жасминная ул., 3

## Талисманы
Начиная с сезона 2016/2017 по 2018/2019 года у ХК «Алтай» в качестве талисмана был представлен бык Симон.
В сезоне 2019/20 года представлен талисман команды «Динамо-Алтай». По результатам голосования в сообществе хоккейного клуба им стал Енот «Крага».